# Politisches System Perus
Peru ist eine demokratische Republik und nach dem Prinzip der Gewaltenteilung aufgebaut. Alle 5 Jahre wird ein neuer Staatspräsident gewählt. Dieser ist zugleich Staatsoberhaupt, Oberbefehlshaber der Streitkräfte und Regierungschef. Er ernennt und entlässt das Kabinett. Letzteres muss durch das Parlament bestätigt werden. Die gesetzgebende Gewalt wird durch den Kongress gebildet. Dabei handelt es sich um ein Einkammerparlament mit 130 Sitzen.

## Verfassung
Die aktuelle Verfassung stammt aus dem Jahr 1993. Sie besteht aus sechs Titeln, die insgesamt 201 Artikel enthalten.
Der erste Titel legt die Grundrechte fest. Dies umfasst die Freiheitsrechte, soziale und ökonomische Rechte, politische Rechte sowie Rechte und Pflichten der Staatsbediensteten. Der zweite Titel beschreibt den Staat und die Nation. Darunter fallen grundlegende Staatsaufgaben, Suprematie der Verfassung und Widerstandsrecht, Staatsbürgerschaft, Sprachen sowie das Verhältnis zu Kirchen. Der dritte Titel befasst sich mit der Wirtschaftsordnung. Hier wird festgehalten, dass Peru eine soziale Marktwirtschaft ist. Des Weiteren werden die Rolle von Staat und Eigentum und die Rechte der indigenen Gemeinschaften beschrieben. Der vierte Titel regelt die Staatsstruktur, also das Regierungssystem im engeren Sinne mit Gewaltenteilung inklusive Wahlsystem und Dezentralisierung. Der fünfte Titel definiert die Verfassungsgarantien. Darunter fallen unter anderem Habeas Corpus, Habeas Data und das Verfassungsgericht. Der sechste Titel beinhaltet die Bestimmungen zur Verfassungsreform.

## Staatspräsident
Der Staatspräsident ist Staatschef. Er wird für fünf Jahre direkt gewählt, wobei er zusammen mit zwei Kandidaten für die Vizepräsidentschaft antritt.
Erhält kein Präsidentschaftskandidat die absolute Mehrheit, gibt es eine Stichwahl zwischen den beiden Erstplatzierten. Eine direkte Wiederwahl des Präsidenten ist seit der Verfassungsänderung von 2000 nicht mehr möglich. Es ist allerdings erlaubt, dass ein ehemaliger Präsident nach frühestens fünf Jahren erneut kandidiert.
Der Präsident kann nur seines Amtes enthoben werden, wenn der Kongress ihn für amtsunfähig erklärt oder er aufgrund schwerwiegender Verstöße verurteilt wird.

## Judikative
Die Judikative besteht aus zwei Säulen, zum einen aus dem Obersten Gerichtshof und den ihm nachgeordneten Gerichten und zum anderen aus dem Verfassungsgericht. Die Verfassungsrichter werden durch den Kongress gewählt, die übrigen Richter durch ein unabhängiges Organ ernannt.
Die oberste Wahlbehörde ist eng mit dem Justizwesen verzahnt, da ihre Mitglieder vom Obersten Gerichtshof, den Staatsanwälten, der Rechtsanwaltskammer und den juristischen Fakultäten der staatlichen und privaten Universitäten gewählt werden.

## Legislative
Gleichzeitig mit den Präsidentschaftswahlen wird auch der Kongress für fünf Jahre gewählt. Die Abgeordneten besitzen Immunität und können ohne Zustimmung des Kongresses oder der Ständigen Kommission weder angeklagt noch verhaftet werden. Neben den Kompetenzen zur Kontrolle der Regierung werden dem Kongress auch die beiden klassischen Aufgaben eines Parlaments zugeschrieben: die Gesetzgebung und die Verabschiedung des Staatshaushalts.
Für den Staatspräsident und die Kongressabgeordneten besteht gleichermaßen das Recht zur Gesetzesinitiative. Daneben können andere Staatsorgane, Regional- und Lokalregierungen oder die Berufskammern dieses Recht ebenso wahrnehmen wie Bürger mit einer Gesetzesinitiative.

## Historische Entwicklung
Der Peruanische Nationalstaat entstand zu Beginn des 19. Jahrhunderts. Er wurde von Beginn an als eine Präsidialdemokratie mit Verfassung und Teilung der Gewalten in eine Exekutive, Legislative und Judikative entworfen.
Das politische System, das nach der Unabhängigkeit entstand, hatte vor allem zwei Aufgaben zu erfüllen. Erstens die soziale Ordnung zu erhalten und zweitens die politischen Konflikte zwischen den verschiedenen Interessen der Oberschicht zu regulieren. Die seit den 1870er Jahren als Oligarchie bezeichnete Oberschicht Limas und der Küstenstädte versuchte nun, in wechselnden Allianzen das Land nach ihren Vorstellungen zu verändern.
Durch den Krieg mit Chile (1879–1883) veränderte sich der Charakter der Oligarchie grundlegend. Denn anschließend hing die politische Macht von Kontakten zu ausländischen Unternehmen ab. Während es vor 1879 intensive Versuche gegeben hatte, die wachsenden städtischen Schichten an sich zu binden, wurde zu Beginn des 20. Jahrhunderts vor allem repressiv auf die ersten Aktivitäten der Arbeiterbewegung in den Städten und auf den Plantagen reagiert. Die Unfähigkeit, die neuen sozialen Schichten an der Küste und in den Küstenstädten in das politische System einzubinden, führte 1919 zum Kollaps des Systems. Dieses wurde durch die erste Diktatur in Peru im 20. Jahrhundert ersetzt.
In den folgenden Jahrzehnten gelang es nicht, das Grundproblem des politischen Systems zu lösen, das darin bestand, auf der einen Seite auf die Forderungen nach politischer Partizipation der städtischen und ländlichen Unterschichten reagieren zu müssen und auf der anderen Seite die politische und gesellschaftliche Stabilität zu bewahren.
Die APRA (Alianza Para la Revolución Americana) war zu der Zeit der wichtigste Repräsentant der Mittel- und Unterschicht. Die Partei wurde zuerst 1920 als gesamtlateinamerikanische Partei und 1930 als peruanische Partei gegründet. Jedoch war sie lange Zeit verboten und wenn sich die Möglichkeit abzeichnete, dass die APRA an die Macht gelangen könnte, schritt jedes Mal das Militär ein. Somit blieb sie von dem politischen System ausgeschlossen.
Seit den 1920er Jahren war ersichtlich, dass es grundlegender Reformen bedurfte, um die marginalisierten Schichten politisch und sozial zu integrieren. Solche Reformen wurden jedoch erst in den 1960er Jahren in Angriff genommen. Diese Verzögerung lag vor allem daran, dass die Oligarchie sich im Bündnis mit dem Militär an der Macht behauptete.
1963 kam schließlich mit Fernando Belaúnde Terry von der Partei Acción Popular ein Präsident durch Wahlen an die Macht, welcher durch gemäßigte Reformen ein neues Peru schaffen wollte. Da unter der Präsidentschaft von Belaúnde jedoch wenig Veränderung erreicht worden war, drohte bei den bevorstehenden Wahlen nach fünf Jahren ein Sieg der APRA.
Daher putschte das Militär erneut. Dieses Mal jedoch nicht mit dem Ziel, die alten Strukturen zu bewahren, sondern diese zu zerstören. Somit zerschlug die Militärreform die Strukturen der Oligarchie wie sie jahrzehntelang bestanden hatten. Eine radikale Bodenreform beseitigte den Großgrundbesitz in ganz Peru. Viele Unternehmen wurden verstaatlicht. Enteignet wurde aber auch die Mehrzahl der Banken sowie die Presse. Während ausländische Unternehmen relativ zügig entschädigt wurden, entsprachen die Zahlungen an Peruaner häufig nicht dem Wert des enteigneten Besitzes. Auch heute noch ist die ökonomische Macht in Peru bei einer geringen Zahl von Personen konzentriert, allerdings ist die Einheit dieser Personen nicht mehr gewährleistet.
Die Militärdiktatur dauerte von 1968 bis 1980 an. Ein Machtwechsel wurde von unten durch eine Protestbewegung der Linken herbeigerufen. Das Militär kam den Forderungen nach. Im Jahr 1978 wurde von einer Versammlung eine Verfassung ausgearbeitet und 1979 erlassen. Es wurde wieder ein Präsidialsystem und eine allgemeine Wahlpflicht eingeführt. Diese galt jetzt auch für Frauen und Analphabeten, sodass die Mehrheit der Bevölkerung nun auch ein Recht auf politische Mitbestimmung hatte.
Die ersten Wahlen brachten 1980 Fernando Belaúnde Terry erneut in den Präsidentenpalast. 1985 verlor seine Partei Acción Popular dann gegen die APRA und seinen Kandidaten Alan García. 1990 gewann ein Kandidat namens Alberto Fujimori. Er distanzierte sich von sogenannten traditionellen Politikern. Bei den Wahlen 1995 und 2000 gelang es Alberto Fujimori und seiner Partei, sich an der Macht zu behaupten. Die stattfindenden Wahlen waren jedoch weder frei noch fair. Dies gelang ihm durch die Beeinflussung der Medien und eine neue Verfassung, die er im Jahre 1993 erlassen hatte. Mit einigen Änderungen (z. B. die Wiederwahl des Präsidenten) ist diese Verfassung bis heute in Kraft. Eine vollständige Demokratisierung erfuhr Peru erst nach Fujimoris Fall im Jahr 2000. Von diesem Moment an waren die lokalen und nationalen Wahlen frei und kompetitiv und die Wahlen sind bis heute allgemein, direkt und geheim.
Valentín Paniagua Corazao übernahm übergangsweise das Präsidialamt. Bei den wieder stattfindenden freien Wahlen im Jahr 2001 erlangte Alejandro Toledo die Präsidentschaft. Er hatte sich als entschiedener Gegner Fujimoris präsentiert. 2006 kehrte Alan García in den Präsidentenpalast zurück und wurde 2011 von Ollanta Humala abgelöst. 2016 gewann Pedro Pablo Kuczynski die Wahlen. Er trat jedoch schon 2018 zurück, da ihm Korruption vorgeworfen wurde. Nachfolger wurde Vizepräsident Martín Vizcarra. Der Kongress stimmte im Jahr 2020 für die Absetzung des Präsidenten Martín Vizcarra wegen dessen „dauerhafter moralischer Unfähigkeit“. Dem parteilosen Politiker war Korruption vorgeworfen worden. Manuel Merino übernahm als Übergangspräsident das Amt, doch kündigte er schon nach wenigen Tagen seinen Rücktritt an. Er reagierte damit auf Massenproteste gegen die Absetzung seines Vorgängers Martín Vizcarra und Rücktrittsforderungen des Parlaments, das zu einer Krisensitzung zusammengekommen war. Das peruanische Parlament bestimmte anschließend den Zentrumspolitiker Francisco Sagasti zum neuen Präsidenten des Landes. Sein Amt hatte er bis zu den nächsten Wahlen im April 2021 inne. Diese Wahlen gewann der Linkskandidat Pedro Castillo. Er stammt aus einer bäuerlichen Familie aus der Provinz Chota im Norden des Landes. Pedro Castillo wurde am 07.12 durch den Kongress abgesetzt. Nachfolgerin ist eine Regierung unter der vormaligen Vizepräsidentin Dina Boluarte.